# Marie Spartali Stillman

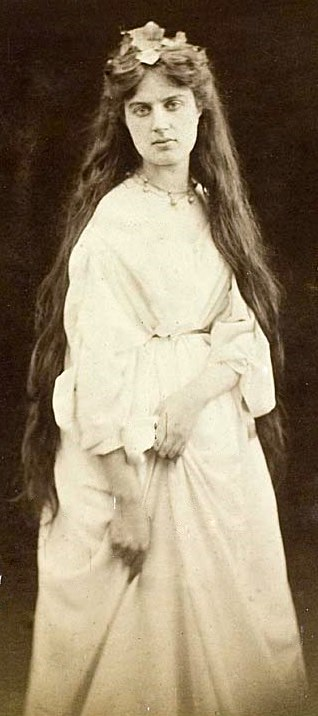
Marie Spartali Stillman en 1868. Fotografía de Julia Margaret Cameron.

Marie Euphrosyne Spartali (griego: Μαρία Ευφροσύνη Σπαρτάλη), Marie Euphrosyne Stillman, por matrimonio, (10 de marzo de 1844 – 6 de marzo de 1927), fue una pintora prerrafelita británica descendiente de griegos, para muchos la mejor artista femenina de este movimiento. Durante una carrera de sesenta años, produjo más de un centenar de obras, participando regularmente en exposiciones en Gran Bretaña y los Estados Unidos.

## Biografía

### Origen familiar
Maria Spartali era la hija mayor de Michael Spartali (1818–1914), un rico comerciante, propietario de la firma Spartali & Co y cónsul general de Grecia en Londres de 1866 a 1882. Michael había llegado a Londres alrededor de 1828, donde se casó con Euphrosyne Varsami, conocida como Effie (1842–1913), hija de un comerciante griego de Génova.
La familia vivía en su casa de campo de estilo georgiano con un pasillo circular de columnas de mármol, en Clapham Common, conocido como 'The Shrubbery' con un enorme jardín y vistas sobre el Támesis y Chelsea. En los meses de verano, se trasladaban a su casa de campo en la isla de Wight, donde su padre desarrolló el cultivo de viñas en sus tierras. En Londres, su padre era aficionado a ofrecer fiestas en sus lujosos jardines a las que invitaba a jóvenes y prometedores escritores y artistas de su época.

### Vida personal

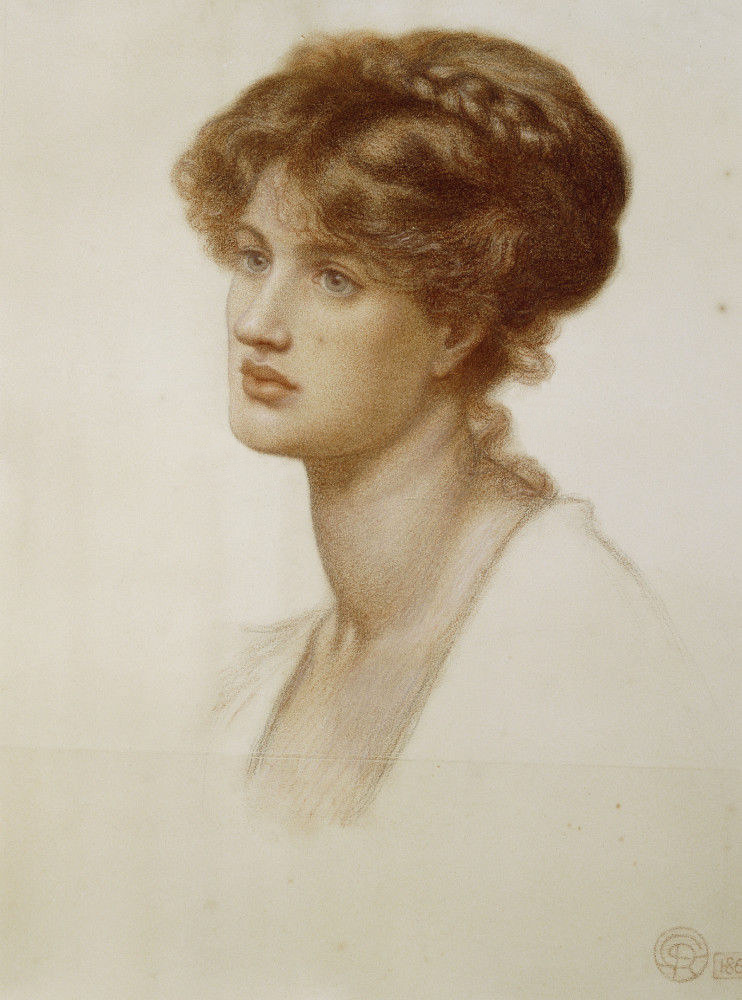
Spartali por Rossetti

Ella y sus primas Maria Zambaco y Aglaia Coronio eran conocidas colectivamente entre los amigos de la familia como "las Tres Gracias", en referencia a las Cárites de la mitología griega (Aglaya, Eufrósine y Talia), puesto que las tres eran vistas como bellezas del patrimonio griego. Fue en la casa del empresario griego A.C. Ionides (1810-1890) en Tulse Hill, al sur de Londres, donde Marie y su hermana Christine (1846-1884) conocieron a Whistler y Swinburne por primera vez. Estaban vestidas de blanco, con fajas de color azul. Swinburne estaba tan emocionado que dijo de Spartali: "Es tan bonita que quiero sentarme y llorar". Marie mostraba una figura imponente, con cerca de 1,9 metros de altura; en sus últimos años, lucía largos vestidos negros con una capucha de encaje; siempre atrajo mucho la atención a lo largo de su vida.
Spartali estudió con Ford Madox Brown durante varios años desde 1864, con sus hijos Lucy, Catherine y Oliver. Dante Gabriel Rossetti, al enterarse de que iba a convertirse en alumna de Madox Brown, le escribió (el 29 de abril de 1864), "Acabo de saber que la señorita Spartali será alumna suya. He sabido también que posee una maravillosa belleza de la cual he oído hablar mucho. Así pues, enciérrela y no deje que sus compañeros la vean, puesto que se mostrará tímida a la hora de sentarse." Posó para él en 1867. Escribió a Jane Morris el 14 de agosto, "He encontrado la cabeza más difícil de dibujar que nunca he encontrado. No depende tanto de la forma real como de un sutil encanto de vida que no se puede volver a crear." Ella era la más intelectual de sus modelos.
Posó como modelo para: Brown; Edward Burne-Jones (El Molino); Julia Margaret Cameron; Rossetti (Una Visión de Fiammetta, el sueño de Dante , El imbécil sombrío); y Spencer Stanhope.

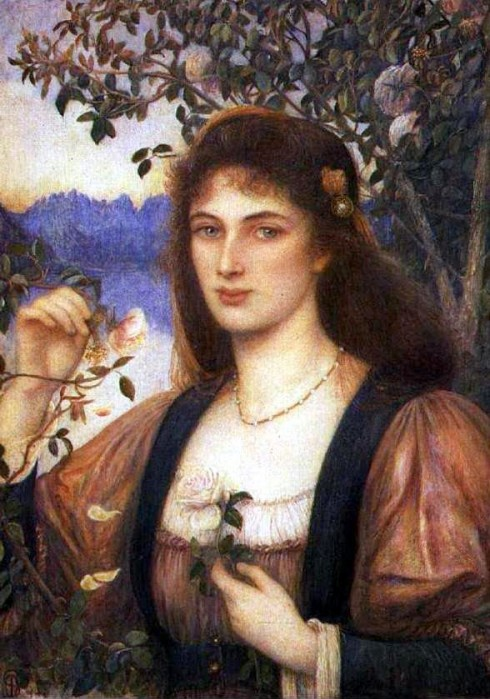
Una Rosa del jardín, Armida (1894) de Marie Spartali Stillman.

### Matrimonio
En 1871, en contra de los deseos de sus padres, se casó con el periodista y pintor norteamericano William J. Stillman. Ella era su segunda esposa, puesto que la primera se había suicidado dos años antes. La pareja había posado para Rossetti en sus famosas imágenes de Dante, a pesar de que no es seguro si fue entonces cuando se conocieron. Primero él trabajó para la revista norteamericana de arte The Crayon. Su último trabajo fue como corresponsal en el extranjero del The Times. Su trabajo como corresponsal en el extranjero comportó que la pareja dividiera su tiempo entre Londres y Florencia desde 1878 hasta 1883, y después a Roma de 1889 a 1896. También viajaron a los Estados Unidos, y ella fue la única artista prerrafaelita, con base en Gran Bretaña, en trabajar en los Estados Unidos.
Tuvieron tres hijos. Marie Spartali murió en marzo de 1927 en Ashburn Place, South Kensington. Marie fue incinerada en el cementerio Brookwood, cerca de Woking, Surrey, donde sus cenizas fueron enterradas con su marido. La tumba está marcada por una sencilla lápida.
Su última voluntad y testamento contiene una carta donde Marie escribió: "Parece bastante absurdo hacer un testamento cuando uno no tiene ni dinero ni posesiones para legar". Dejó varios artículos personales, incluyendo algunos recuerdos de su vida como artista.

## Arte
Los temas de sus pinturas eran típicos del prerrafaelismo: figuras femeninas idealizadas; escenas de William Shakespeare, Petrarca, Dante Alighieri y Giovanni Boccaccio; así como paisajes italianos. Expuso obra en la Dudley Gallery, en la Grosvenor Gallery y su continuadora, la New Gallery; en la Royal Academy of Arts; y en varias galerías de la costa este americana, incluyendo la Exposición del Centenario de Filadelfia en 1876. En 1892 se realizó una exposición retrospectiva de su obra en los Estados Unidos, y otra en el Museo de Arte de Delaware en 2015.

## Obras

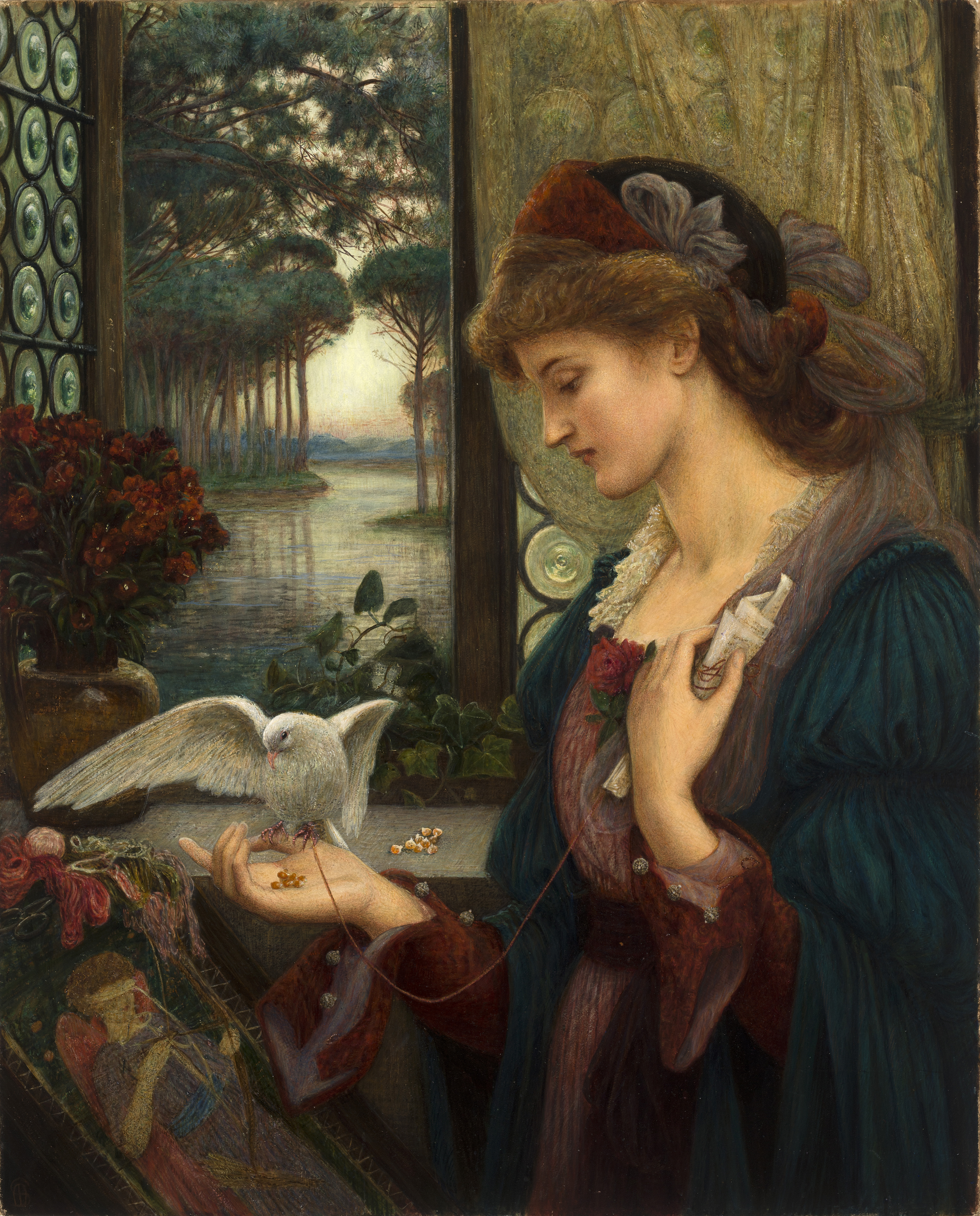
El mensajero del amor, de Marie Spartali Stillman (1885)

David Elliott listó más de 170 obras suyas en su libro. Entre ellas se pueden destacar:
- The Lady Prays – Desire (1867; Lord Lloyd-Webber Collection)
- Mariana (c.1867–69; Private collection)
- Portrait of a young woman (1868)
- Forgetfulness (1869; Private collection)
- La Pensierosa (1870; Chazen Museum of Art, University of Wisconsin–Madison)
- Madonna Pietra degli Scrovigni by Marie Spartali Stillman (1884)
- Self-Portrait (1871; Delaware Art Museum)
- Self-Portrait in Medieval Dress (1874)
- Gathering Orange Blossoms (1879; St. Lawrence University)
- The Meeting of Dante and Beatrice on All Saints' Day (1881)
- Madonna Pietra degli Scrovigni (1884; Walker Art Gallery, Liverpool)
- Love's Messenger (1885; Delaware Art Museum)
- A Florentine Lily (c.1885–90; Private collection)
- The May Feast at the House of Folco Portinari, 1274 (1887)
- Dante at Verona (1888; Private collection)
- Upon a Day Came Sorrow unto Me (1888)
- A Florentine Lily (c.1885–90)
- A Florentine Wedding Feast (1890)
- Messer Ansaldo showing Madonna Dionara his Enchanted Garden (1889) Ilustraciones de un cuento del Decameron.
- Convent Lily (1891)
- Cloister Lilies (1891)
- Dante and Beatrice, Scene from the Vita Nuova (1891)
- Saint George (1892; Delaware Art Museum)
- How the Virgin Mary came to Brother Conrad of Offida and laid her Son in his Arms (1892; Wightwick Manor, The Mander Collection)
- A Rose from Armida's Garden (1894)
- Love Sonnets (1894; Delaware Art Museum)
- Beatrice (1895; Delaware Art Museum)
- Portrait of Mrs W. St Clair Baddeley (1896)
- Beatrice (1898; Private collection)
- The Pilgrim Folk (1914; Delaware Art Museum)

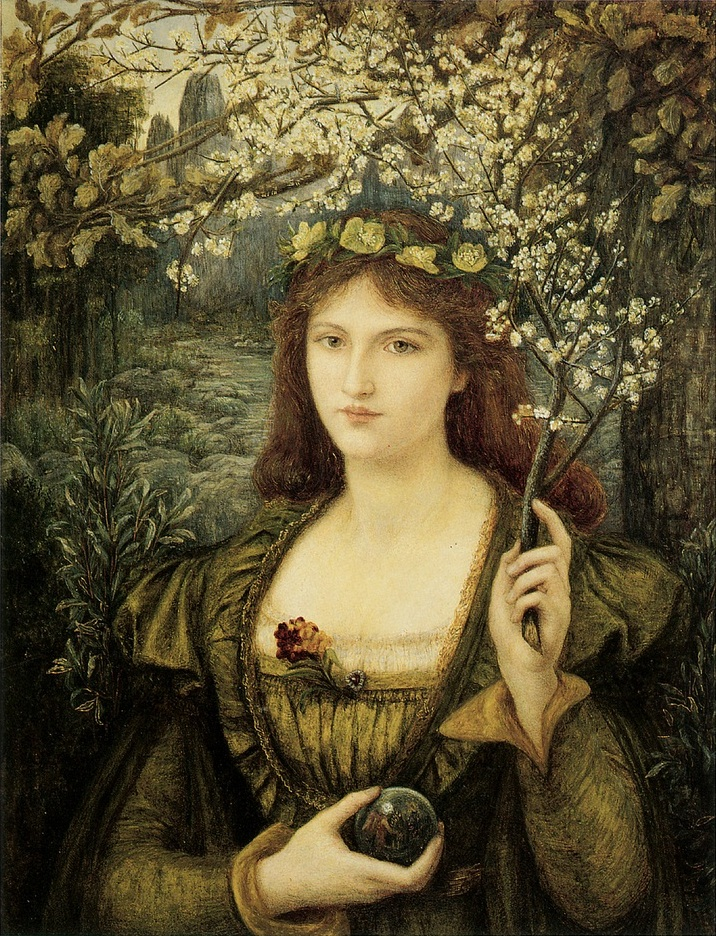
Madonna Pietra degli Scrovigni de Marie Spartali Stillman (1884)